# Síndrome del nadó blau

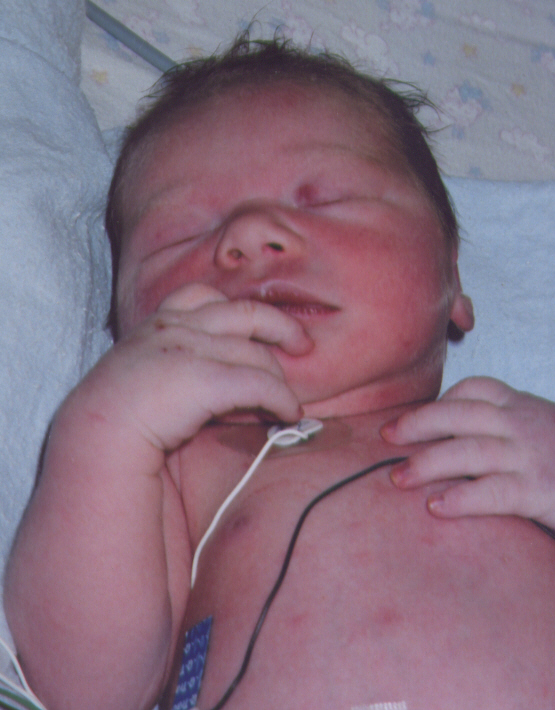
Un nadó cianòtic, o "nadó blau"

La síndrome del nadó blau és un terme que s'utilitza per descriure els nadons amb cianosi, per:
- Lesions del cor:
  - Tronc arteriós persistent
  - Transposició dels grans vasos
  - Atrèsia tricúspide
  - Tetralogia de Fallot[1]
  - Connexió venosa pulmonar anòmala total
- Altres:
  - Metahemoglobinèmia